# Zbadljive pesmi
Zbadljive ali satirične pesmi, (latinsko satira - zabavljica) so pesemi, ki v zbadljivo šaljivi obliki bičajo neumnosti, slabosti, zmote, strasti, razvade in napake posameznega človeka, vladajočega razreda ali celega naroda z namenom, da bi jih odpravile in morálo na splošno izboljšale. Njihovo glavno sredstvo je ironija. Avtor nastopa v satirah kot moralni sodnik in se obrača na bralčevo vest po zgledu Horacovega reka »ridendo dicere verum« (resnico povedati med smehom).
Po tem, komu je satira namenjena , govorimo o osebnih, stanovskih, vsečloveških satirah. Po tem, kakšen predmet stire obravnavajo, pa so satire literarne, moralne, socialne in politične. Lahko smešijo tudi kak kraj (rajevne) ali kako časovno obdobje (časovne). Da dosežejo svoj namen, moraji biti ostrein duhovite, nikdar pa surove in žaljive.večkrat so povezane s parodijo ali travestijo.
Dosti zbadljivih in šaljivih pesmi je že v naši ljudski poeziji. Med najduhovitejšimi slovenskimi umetnimi satiriki slove Prešeren, Jenko, Levstik, Stritar, Župančič in drugi.
Za razliko od satirične pesmi pa se nepodpisan (anonimen) spis imenuje paskvil. Izraz izvira od nekega antičnega torza (it. torso- okrnjek), okrnjenega kipa v Rimu, imenovanega Pasquino, na katerega so v starem Rimu obešali anonimne politične in druge satire.